# Damien Perquis
Damien Albert René Perquis (sinh ngày 10 tháng 4 năm 1984) là một cựu cầu thủ bóng đá chuyên nghiệp người Ba Lan, hiện đang làm trợ lý huấn luyện viên đội B của Gazélec Ajaccio.
Vốn là một hậu vệ, anh từng thi đấu cho các lứa trẻ của Pháp trước khi nhập quốc tịch Ba Lan và chơi bóng trong màu áo tuyển quốc gia của Ba Lan. Anh giải nghệ vào tháng 6 năm 2020, sau 18 năm thi đấu chưyên nghiệp.

## Đời tư
Perquis sinh ra tại Troyes, Pháp. Anh có gốc gác Ba Lan hưởng từ bà nội mình là bà Józefa Bierła. Quê hương ở Ba Lan của anh là Strzyżewko, nằm ở trung tâm Ba Lan. Anh đã kết hôn và có hai con.

## Sự nghiệp cấp câu lạc bộ

### Troyes
Perquis đã lọt vào hệ thống đào tạo trẻ của Troyes AC. Anh chơi bóng tại Ligue 2 cùng Troyes AC trong 2 năm, nơi anh được xem là một trong hậu vệ hay nhất giải.

### Saint-Étienne
Năm 2005, anh ký hợp đồng chơi cho câu lạc bộ AS Saint-Étienne của Ligue 1 dưới dạng chuyển nhượng tự do. Trong hai mùa bóng, anh không gây ấn tượng được với câu lạc bộ và bị đem cho Sochaux mượn. Sau một vài trục trặc lúc ban đầu, anh cuối cùng đã cải thiện phong độ và chiếm suất đá chính trong đội một.

### Sochaux
Năm 2008, Sochaux mua lại cầu thủ này. Anh có tổng cộng 146 trận đá cho câu lạc bộ, ghi 11 bàn thắng trước khi rời câu lạc bộ vào mùa hè 2012.

### Real Betis
Mùa hè 2012, Perquis đầu quân cho Real Betis của Tây Ban Nha. Anh trải qua nhiều ca chấn thương tại xứ đấu bò và chỉ có 32 lần ra sân trong 3 năm hợp đồng với Betis.

### Toronto FC
Perquis bị Betis thanh lý và ký hợp đồng với Toronto FC của Major League Soccer vào ngày 26 tháng 1 năm 2015. Anh nhất trí rời câu lạc bộ vào ngày 12 tháng 7 năm 2016.

### Nottingham Forest
Ngày 22 tháng 7 năm 2016, Perquis ký hợp đồng 2 năm với Nottingham Forest. Ngày 27 tháng 8 năm 2016, anh ghi bàn đầu tiên cho câu lạc bộ trong trận thắng sân nhà 3–1 trước Leeds United. Ngày 24 tháng 7 năm 2017, Perquis và Nottingham Forest nhất trí hủy hợp đồng của anh trước thời hạn.

## Sự nghiệp huấn luyện
Sau khi thông báo treo giày trên mạng xã hội vào ngày 15 tháng 6 năm 2020, Perquis đã được bổ nhiệm làm trợ lý huấn luyện đội dự bị của Gazélec Ajaccio.

## Thống kê sự nghiệp

### Câu lạc bộ
Tính đến trận đấu ngày 7 tháng 5 năm 2017
| Câu lạc bộ         | Mùa                | Giải               | Giải    | Giải      | Cúp     | Cúp       | Cúp Liên đoàn | Cúp Liên đoàn | Cúp châu Âu | Cúp châu Âu | Khác    | Khác      | Tổng cộng | Tổng cộng |
| Câu lạc bộ         | Mùa                | Hạng đấu           | Số trận | Bàn thắng | Số trận | Bàn thắng | Số trận       | Bàn thắng     | Số trận     | Bàn thắng   | Số trận | Bàn thắng | Số trận   | Bàn thắng |
| ------------------ | ------------------ | ------------------ | ------- | --------- | ------- | --------- | ------------- | ------------- | ----------- | ----------- | ------- | --------- | --------- | --------- |
| Saint-Étienne      | 2005–06            | Ligue 1            | 15      | 0         | 0       | 0         | 0             | 0             | —           | —           | —       | —         | 15        | 0         |
| Saint-Étienne      | 2006–07            | Ligue 1            | 8       | 1         | 0       | 0         | 0             | 0             | —           | —           | —       | —         | 8         | 1         |
| Saint-Étienne      | 2007–08            | Ligue 1            | 0       | 0         | 0       | 0         | 0             | 0             | —           | —           | —       | —         | 0         | 0         |
| Saint-Étienne      | Tổng cộng          | Tổng cộng          | 23      | 1         | 0       | 0         | 0             | 0             | —           | —           | —       | —         | 23        | 1         |
| Sochaux (mượn)     | 2007–08            | Ligue 1            | 23      | 1         | 0       | 0         | 0             | 0             | —           | —           | —       | —         | 23        | 1         |
| Sochaux            | 2008–09            | Ligue 1            | 36      | 2         | 0       | 0         | 0             | 0             | —           | —           | —       | —         | 36        | 2         |
| Sochaux            | 2009–10            | Ligue 1            | 34      | 3         | 3       | 0         | 0             | 0             | —           | —           | —       | —         | 37        | 3         |
| Sochaux            | 2010–11            | Ligue 1            | 35      | 5         | 3       | 0         | 0             | 0             | —           | —           | —       | —         | 38        | 3         |
| Sochaux            | 2011–12            | Ligue 1            | 18      | 0         | 1       | 0         | 1             | 0             | 2           | 0           | —       | —         | 22        | 0         |
| Sochaux            | 2012–13            | Ligue 1            | 0       | 0         | 0       | 0         | 0             | 0             | —           | —           | —       | —         | 0         | 0         |
| Sochaux            | Tổng cộng          | Tổng cộng          | 146     | 11        | 7       | 0         | 1             | 0             | 2           | 0           | —       | —         | 156       | 11        |
| Real Betis         | 2012–13            | Primera División   | 10      | 0         | 4       | 0         | —             | —             | —           | —           | —       | —         | 14        | 0         |
| Real Betis         | 2013–14            | Primera División   | 13      | 0         | 1       | 0         | —             | —             | 8           | 0           | —       | —         | 22        | 0         |
| Real Betis         | 2014–15            | Segunda División   | 9       | 0         | 3       | 2         | —             | —             | —           | —           | —       | —         | 12        | 2         |
| Real Betis         | Tổng cộng          | Tổng cộng          | 32      | 0         | 8       | 2         | —             | —             | 8           | 0           | —       | —         | 48        | 2         |
| Toronto            | 2015               | MLS                | 25      | 1         | 1       | 0         | 0             | 0             | 0           | 0           | 0       | 0         | 26        | 1         |
| Toronto            | 2016               | MLS                | 12      | 1         | 0       | 0         | 0             | 0             | 0           | 0           | 0       | 0         | 12        | 1         |
| Toronto            | Tổng cộng          | Tổng cộng          | 37      | 2         | 1       | 0         | 0             | 0             | 0           | 0           | 0       | 0         | 38        | 2         |
| Nottingham Forest  | 2016–17            | Championship       | 17      | 2         | 0       | 0         | 2             | 0             | —           | —           | 0       | 0         | 19        | 2         |
| Tổng kết sự nghiệp | Tổng kết sự nghiệp | Tổng kết sự nghiệp | 255     | 16        | 16      | 2         | 3             | 0             | 10          | 0           | 0       | 0         | 284       | 18        |

1. ↑  Soccerway không cung cấp bất kì số liệu thống kê nào về sự nghiệp của Perquis trước mùa 2005–06.

### Cấp đội tuyển
Tính đến trận đấu ngày 6 tháng 2 năm 2013
| Ba Lan    | Ba Lan  | Ba Lan    |
| Năm       | Số trận | Bàn thắng |
| --------- | ------- | --------- |
| 2011      | 6       | 0         |
| 2012      | 8       | 1         |
| 2013      | 1       | 0         |
| Tổng cộng | 14      | 1         |

### Bàn thắng cho đội tuyển
Tỉ số và kết quả liệt kê bàn thắng của Ba Lan trước.
| #  | Ngày                | Nơi tổ chức            | Đối thủ  | Tỉ số | Kết quả | Giải đấu |
| -- | ------------------- | ---------------------- | -------- | ----- | ------- | -------- |
| 1. | 26 tháng 5 năm 2012 | Hypo-Arena, Klagenfurt | Slovakia | 1–0   | 1–0     | Giao hữu |